# Runcu (okręg Buzău)
Runcu – wieś w Rumunii, w okręgu Buzău, w gminie Pârscov. W 2011 roku liczyła 155 mieszkańców.